# Andy Gillet
Andy Gillet (ur. 8 lipca 1981 r. w Saint-Denis na wyspie Reunion) – francuski model i aktor.
Urodził się jako syn policjanta i sekretarki, ma młodszego brata. Dorastał w Megève w regionie Rodan-Alpy, w departamencie Górna Sabaudia. Po studiach w Wyższej Szkole Biznesu w Nancy, podjął pracę jako model, m.in. reklamował perfumy Kenzo Takady. W latach 1999–2001 uczył się aktorstwa na kursach sztuki dramatycznej pod kierunkiem Didier Kerckaert w konserwatorium Nancy. W latach 2002–2003 uczęszczał do Konserwatorium Sztuki Dramatycznej w Paryżu, gdzie kontynuował treningi z nauczycielami: Alain Hitier i Philippe Perrussel.
Po raz pierwszy pojawił się w teatrze w słynnej inscenizacji Kaligula w tytułowej roli, w reżyserii Charlesa Berlinga. Debiutował na telewizyjnym ekranie w 2005 roku, w roli Hugh Despenser w serialu Królowie przeklęci (Les rois maudits).

## Filmografia

### Filmy fabularne
- 2006: Nouvelle chance jako Raphaël
- 2006: L'homme de sa vie jako Jeune homme Hugo
- 2007: Miłość Astrei i Celadona (Les Amours d'Astrée et de Céladon) jako Céladon
- 2008: Sayangkoldong yangkwajajeom aentikeu jako Jean-Baptiste Evan
- 2009: Presque célèbre jako Noah Mouradian
- 2009: La dérive jako Antonin
- 2010: Mirror of Happiness jako Pierrot
- 2011: À la recherche du temps perdu jako Saint-Loup
- 2011: L'amour fraternel jako
- 2013: La Duchesse de Varsovie jako Valentin

### Seriale TV
- 2005: Królowie przeklęci (Les rois maudits) jako Hugh le Despenser
- 2009: Un village français jako Michel Bellini
- 2009: Éternelle jako Thierry
- 2011: The Destiny of Rome jako Octave